# Drei schönste Landschaften Japans

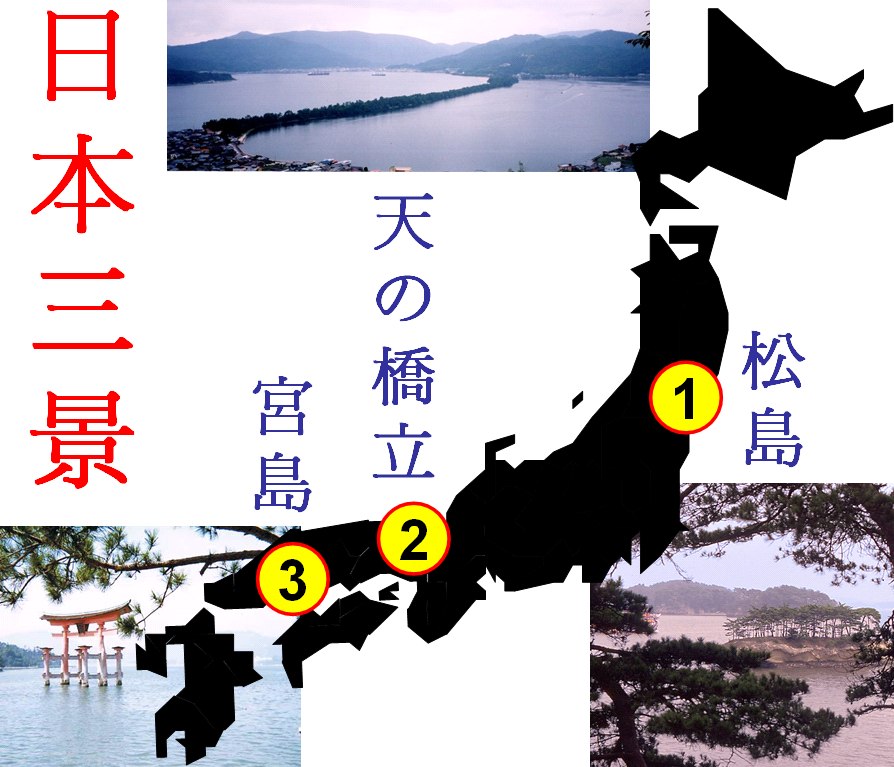
Drei schönste Landschaften Japans (Nihon sankei)

Die drei schönsten Landschaften Japans (jap. 日本三景, Nihon sankei) sind Küstenlandschaften mit sanften Meeres-Land-Übergängen, die die japanische Malerei und Poesie geprägt haben.
Es handelt sich um:
1. die zahlreichen mit Kiefern bewachsenen Inseln von Matsushima (松島) in der Bucht von Matsushima bei der Stadt Sendai in der Präfektur Miyagi,
2. die mit Kiefern bewachsene Nehrung von Amanohashidate (天の橋立), die sogenannte Himmelsbrücke von Amanohashidate, in der Präfektur Kyōto und
3. die heilige Insel Miyajima (宮島) mit dem Shintō-Schrein von Itsukushima (厳島) in der Präfektur Hiroshima.[2]

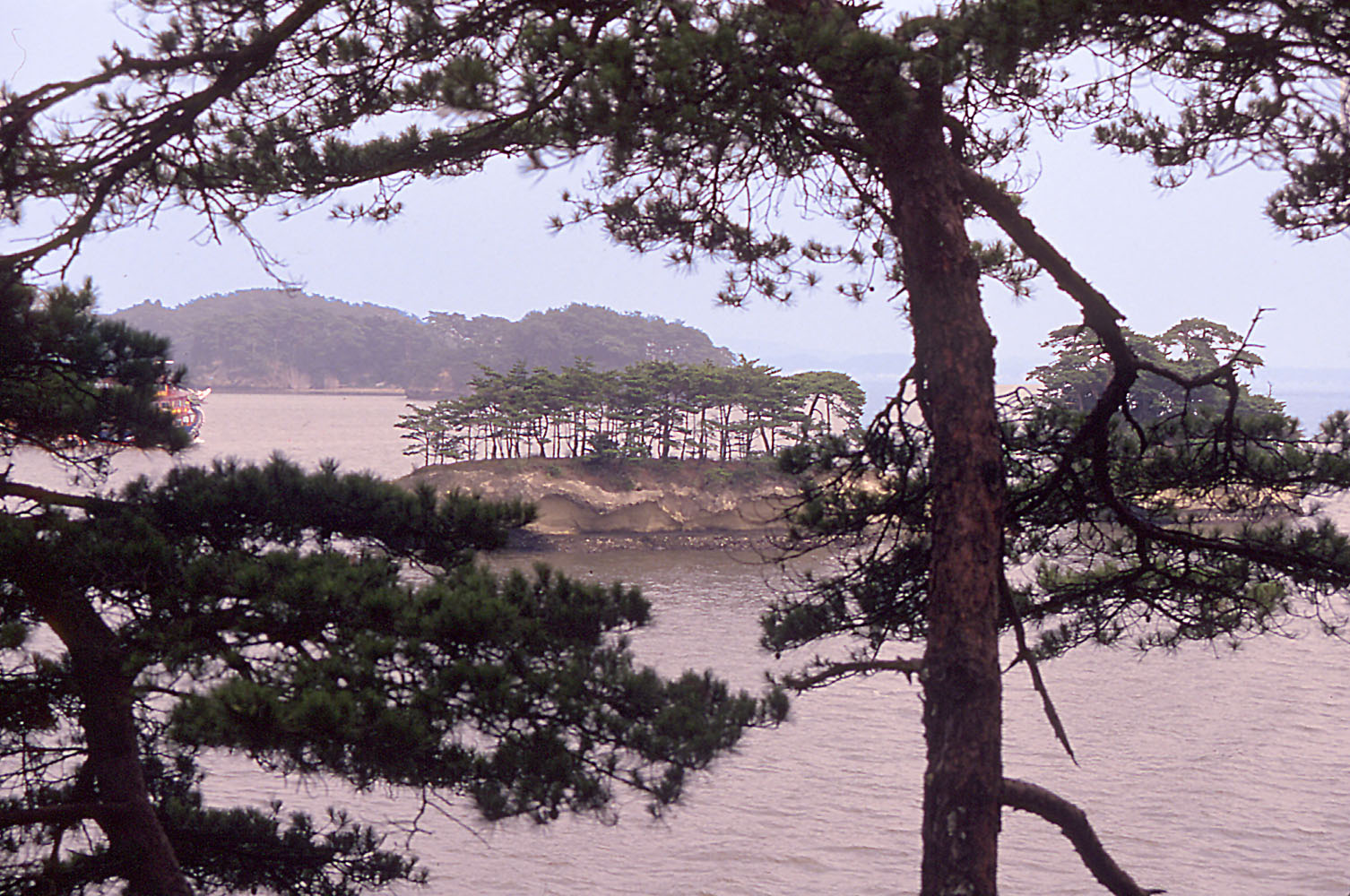
Die Kieferninseln von Matsushima
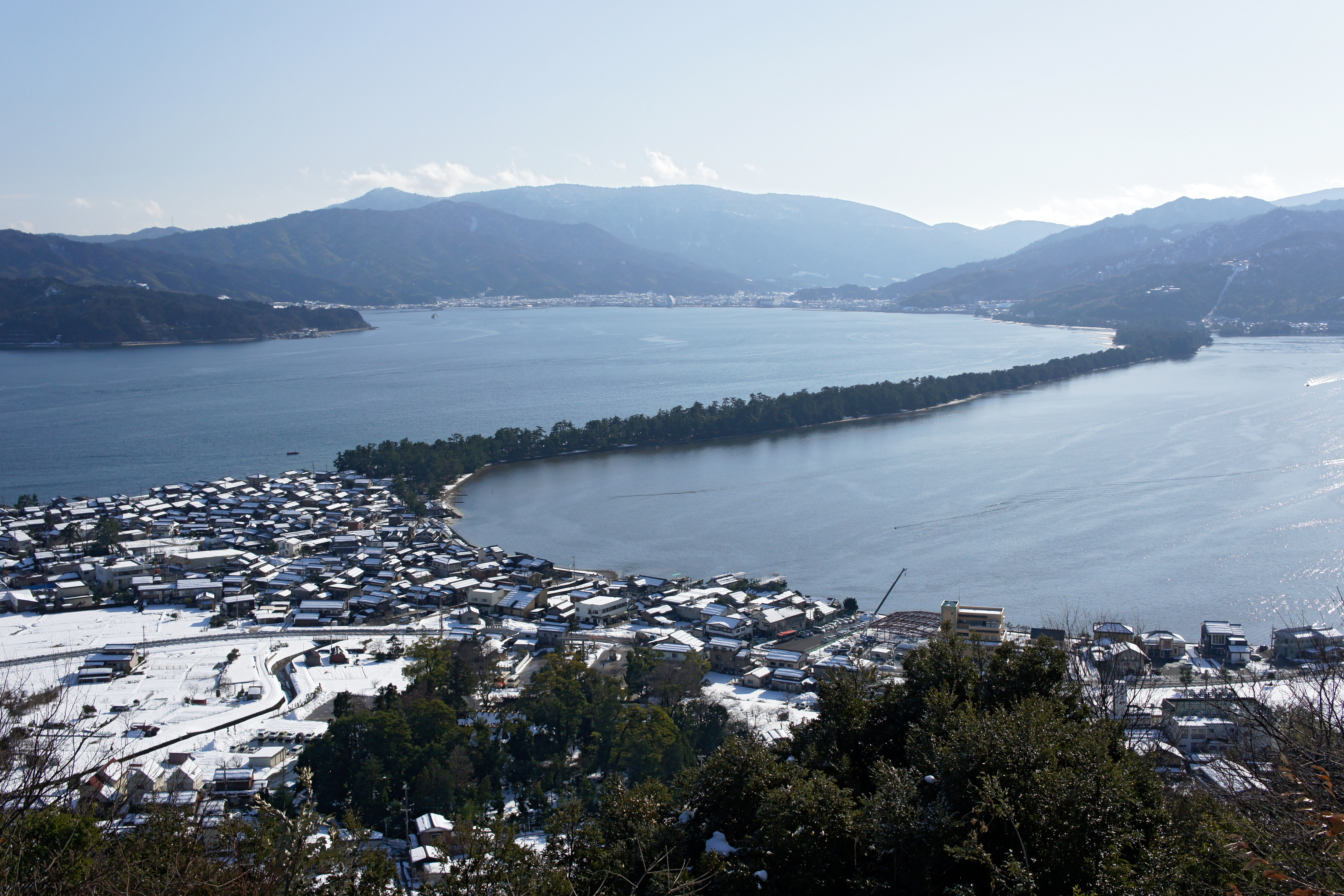
Die Himmelsbrücke Amanohashidate
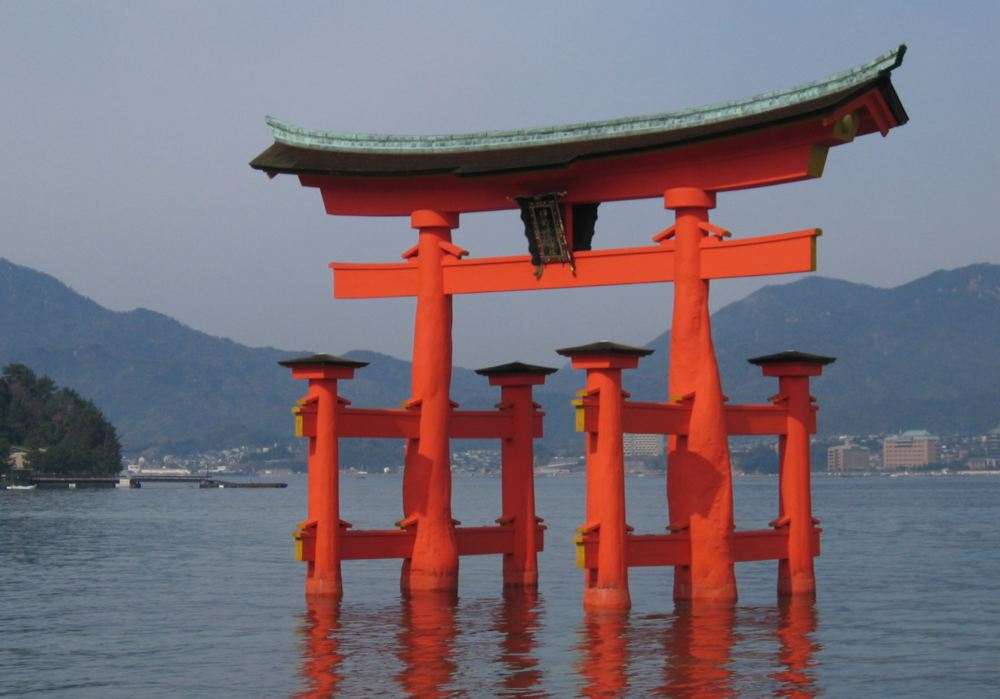
Der berühmte Torii von Miyajima
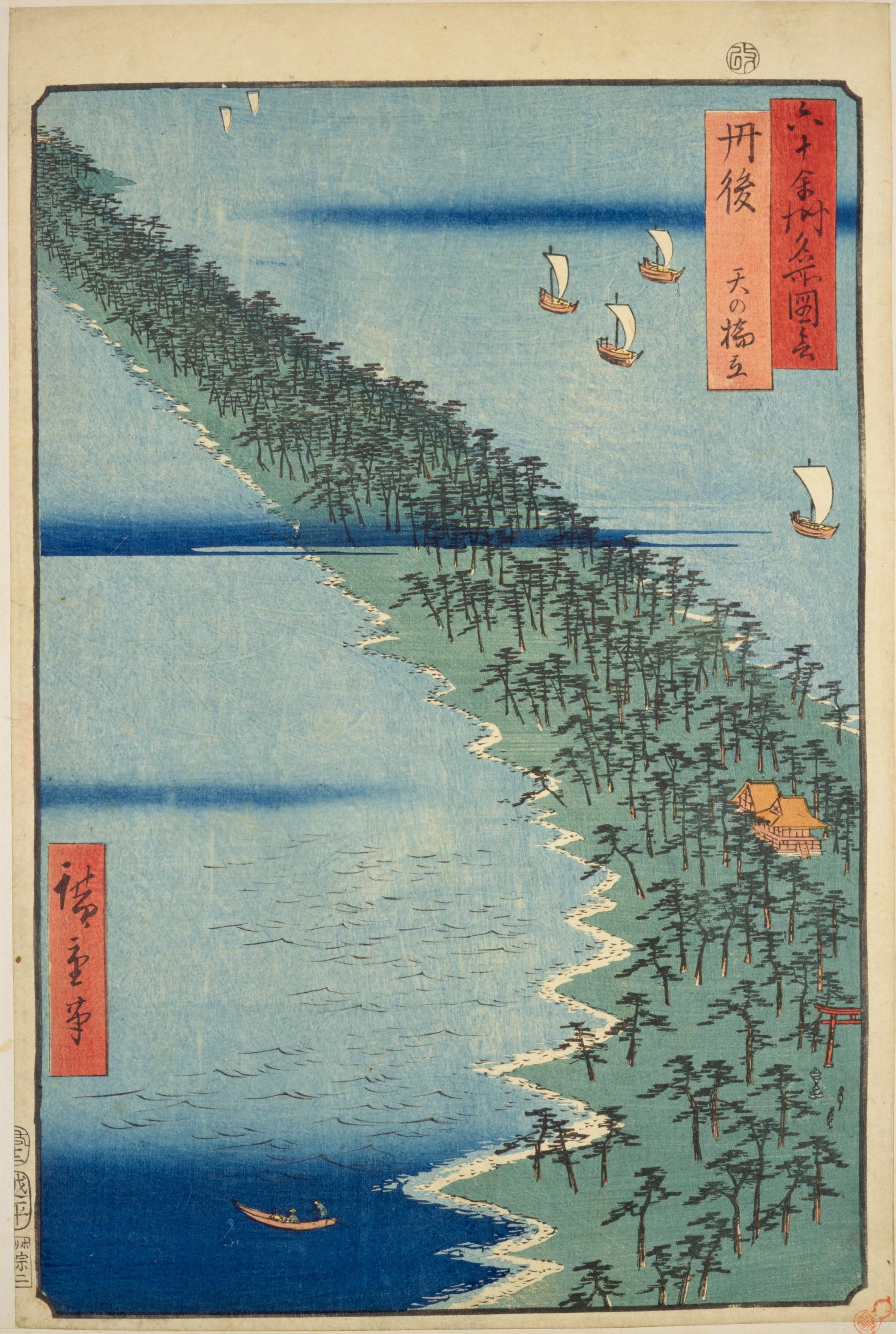
Amanohashidate im Holzschnitt von Hiroshige ca. 1856

## Nihon sankei
Der Begriff Nihon sankei stammt aus dem Werk Nihonkoku Jisekikō (日本国事跡考) des konfuzianischen Philosophen und Universalgelehrten Hayashi Razan (林羅山), der im 17. Jahrhundert lebte. Das japanische Wort sankei (三景) setzt sich zusammen aus den Bestandteilen san (三), dem Zeichen für drei und kei (景), dem Wort für Landschaft, Szenerie oder Aussicht.

## Die neuen drei schönsten Landschaften Japans
1915 wurden in einer vom Verlagshaus Jitsugyō no Nihon-sha (実業之日本社) organisierten landesweiten Wahl drei weitere Landschaften ermittelt und mit dem Titel „Neue drei schönste Landschaften Japans“ geschmückt:
1. Ōnuma (大沼), ein See im Osten der Halbinsel Ōshima (Hokkaidō).
2. Miho no Matsubara (三保の松原), ein auf der Halbinsel Miho (Präfektur Shizuoka) gelegener Kiefernwald
3. Yabakei  (耶馬渓), Landschaft am Ober- und Mittellauf des Flusses Yamakuni (山国川, Yamakunigawa) in Nakatsu (Präfektur Ōita)

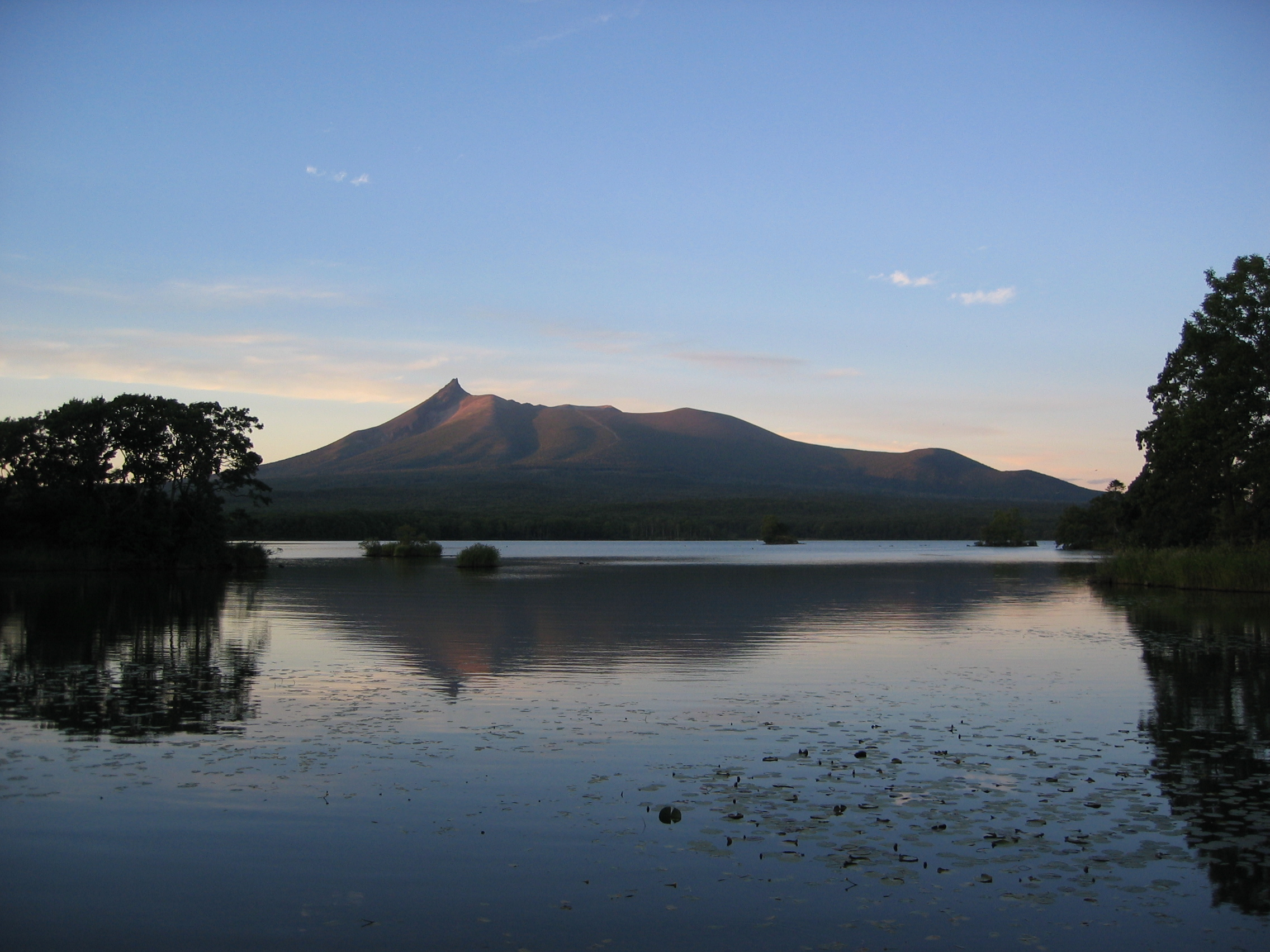
Ōnuma im Ōnuma Quasi-National Park
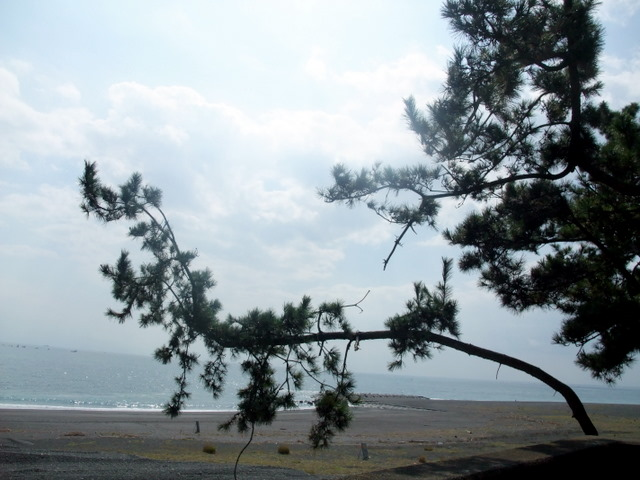
Miho no Matsubara
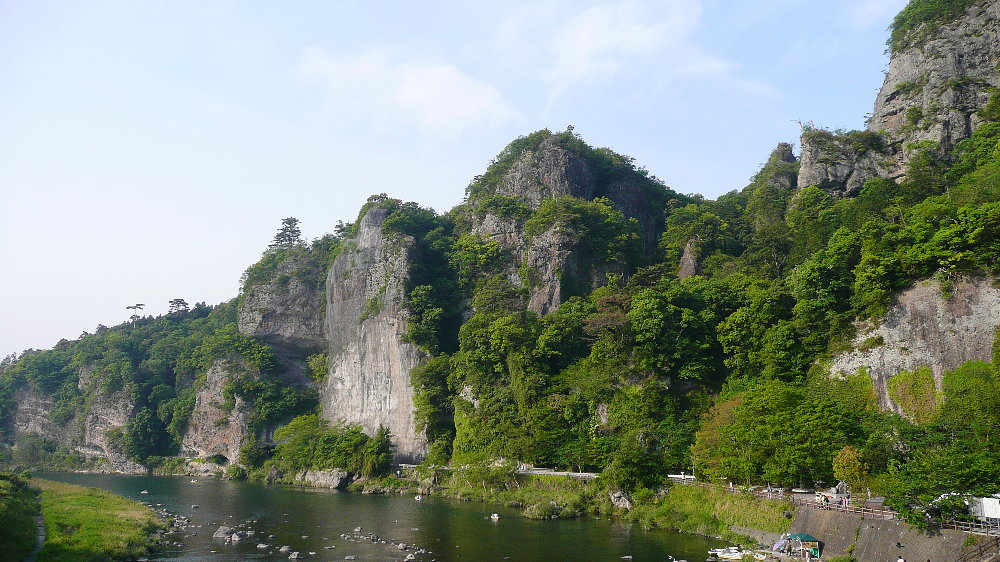
Yabakei

## Andere Listen
Nach dem Vorbild der drei schönste Landschaften Japans gibt es des Weiteren die drei berühmten Gärten Japans (三名園 Sanmeien), sowie viele weitere derartige Aufzählungen.